# Charles Gemar
Charles Donald "Sam" Gemar (ur. 4 sierpnia 1955 w Yankton w Dakocie Południowej) – amerykański astronauta.

## Życiorys
W 1973 ukończył szkołę w Scotland, a w 1979 inżynierię na United States Military Academy w West Poincie. Od 1973 służył w armii, początkowo w lotnictwie, później w piechocie. 4 czerwca 1985 został wybrany przez NASA jako kandydat na astronautę, do lipca 1986 przechodził szkolenie astronautyczne, po czym został specjalistą misji. Od 16 do 21 lipca 1990 uczestniczył w misji STS-38 trwającej 4 dni, 21 godzin i 55 minut; start nastąpił z Centrum Kosmicznego im. Johna F. Kennedy’ego. Umieszczono na orbicie satelitę wczesnego ostrzegania DSP (Defence Support Program). Od 13 do 18 września 1991 brał udział w misji STS-48 trwającej 5 dni, 8 godzin i 27 minut. Umieszczono wówczas na orbicie satelitę UARS (Upper Atmosphere Research Satellite), którego zadaniem było badanie atmosfery ziemskiej, zwłaszcza warstwy ozonowej. Od 4 do 18 marca 1994 był specjalistą misji STS-62 trwającej 13 dni, 23 godziny i 16 minut. Prowadzono eksperymenty z zestawem przyrządów USMP-2 (United States Microgravity Payload) i OAST-2 (Office of Aeronautics and Space Technology).
Łącznie spędził w kosmosie 24 dni, 5 godzin i 38 minut. Opuścił NASA w 1996.